# Antonio Seguí

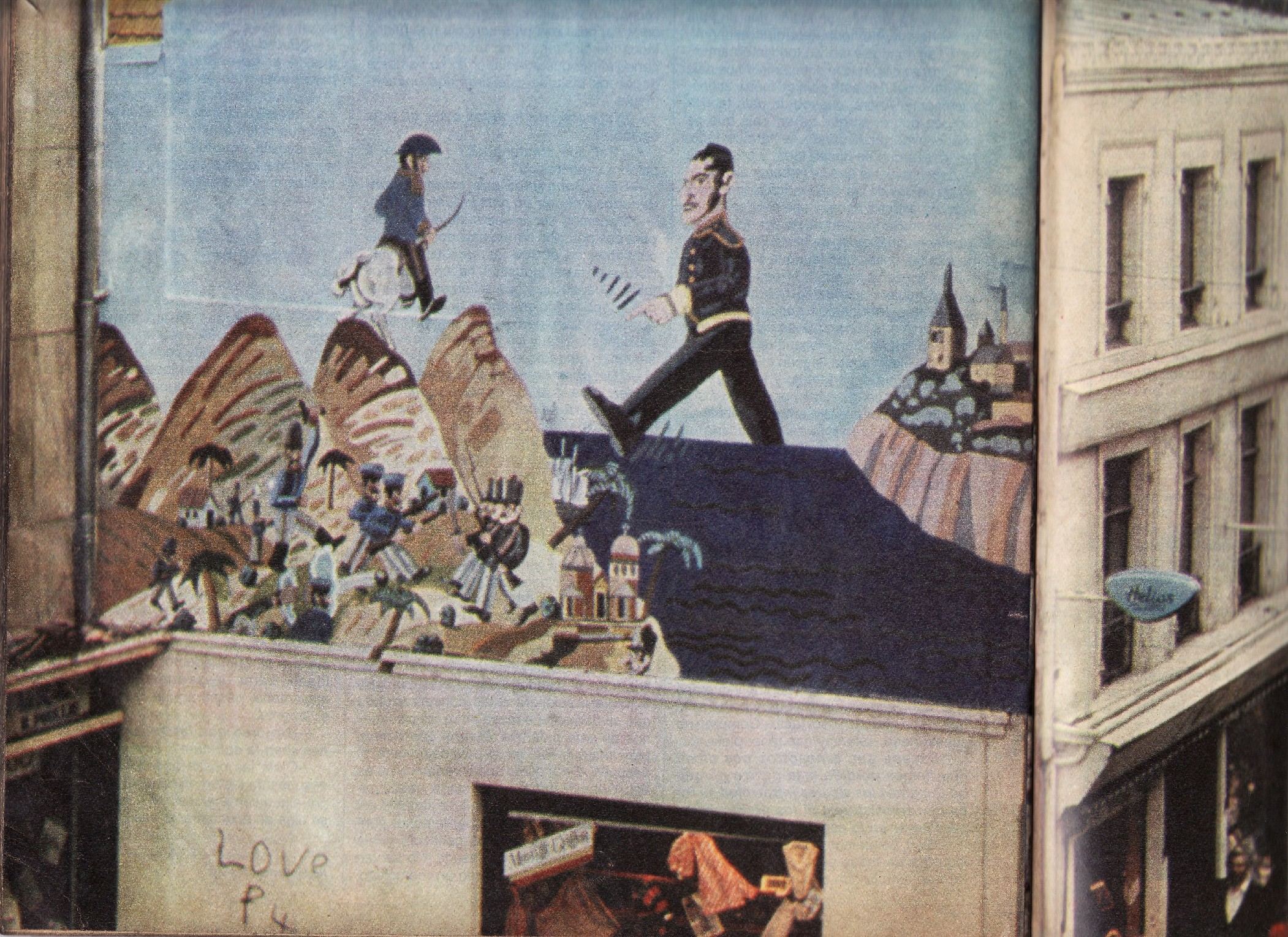
Mural de Antonio Seguí sobre José de San Martín en Boulogne-sur-Mer, Francia.

Antonio Hugo Seguí (Villa Allende,11 de enero de 1934-Buenos Aires, 26 de febrero de 2022) fue un pintor, escultor e ilustrador argentino.
Su obra se compuso con serigrafías, fotograbado, litografías, aguafuertes, aguatintas, carbolitografías, linograbados y carborundums. A lo largo de su carrera son característicos los hombres con sombrero.
La serie Familia Urbana son esculturas monumentales ubicadas en distintos emplazamientos urbanos de la ciudad de Córdoba. Comenzó con Hombre urbano, y luego Mujer urbana y Niños urbanos, además de Gaucho urbano, en el Valle de Calamuchita. Otras esculturas similares del artista también pueden encontrarse en el espacio público en Francia, Bélgica, Portugal, Italia, Marruecos y Colombia.

## Biografía
Nació en villa Allende  en la provincia de Córdoba, el 11 de enero de 1934. Fue el mayor de cuatro hermanos de una familia de clase media. Desde pequeño mostró su vocación artística: en la escuela primaria, su materia preferida era la de dibujo. Desde su adolescencia realizó estudios sistemáticos en varias academias de su ciudad natal, aunque ha considerado a Ernesto Farina como el más importante de sus maestros.
A los diecisiete años, ayudado por su abuela paterna, emprendió su primer viaje a Europa, por lo que pudo asistir como alumno libre a la Real Academia de Bellas Artes de San Fernando (Madrid) y a la École des Beaux-Arts de París. Al visitar los museos europeos pudo recibir directamente los influjos de Goya, Daumier y Gutiérrez Solana entre otros.
En 1954 retornó a Córdoba y trabajó en la redacción del diario Orientación especializado en artículos policiales y judiciales. En ese mismo año inició la carrera de abogacía, que abandonó en 1955.
En 1957 realizó su primera exposición individual en la galería de arte cordobesa Paideia.
En 1958 comenzó un peregrinaje usando un viejo automóvil todoterreno por América Latina; es así que en ese mismo año conoció a la bailarina argentina nacida en la ciudad de Córdoba Graciela Martínez, hija de Raúl V. Martínez y Fausta Martinoli; con la que contrajo matrimonio. 
Luego de casados viajaron a México entre 1958 y 1960, en México cultivó la amistad con David Alfaro Siqueiros y realizó muestras; el actor estadounidense Edward G. Robinson le visitó en su taller y adquirió varias de sus obras, organizando con estas una muestra en San Francisco, California. Hacia esos años se dedicó a la ilustración de revistas.
En 1960 el matrimonio y su hijo Octavio retornaron a la ciudad de Córdoba, luego se establecieron en Buenos Aires, hasta que en 1963 el gobierno francés le concedió una beca a Graciela Martínez y fue invitado a la Bienal de Pintura Joven organizada por el Museo de Arte Moderno de París.
En 1964 estableció su residencia y atelier en el suburbio parisino de Arcueil, sitio que se convirtió en el paso de obligado de numerosos pintores y de viajeros argentinos. En 1967 recibió el primer premio del Museo de Łódź (Polonia) y el Gran Premio Latinoamericano en San Juan de Puerto Rico, así como el Gran Premio de Artes Plásticas del Instituto Di Tella de Buenos Aires.
En 1972 se divorció de Graciela Martínez y se casó con Mónica Mórtola con quien tuvo tres hijos: Simbad, Venice y May.
Entre 1974 y 1975 fue profesor de Grabado en la Real Escuela de Bellas Artes de Bélgica y luego profesor del École de Beaux-Arts de París desde 1985 hasta 1991.
A fines de 1982 —aún viviendo con su familia en París— comenzó, con la ayuda de su hermana arquitecta Ana María, a refaccionar su casa en la localidad cordobesa de Saldán, un suburbio residencial al noroeste de la ciudad de Córdoba. En 1988 creó el Centro de Arte Contemporáneo en el Chateau Carreras (Córdoba, Argentina).
En 1991 realizó una retrospectiva en la sede Buenos Aires del Museo Nacional de Bellas Artes. 
Ha recibido el Premio Konex en las tres primeras ediciones dedicadas a las Artes Visuales: 1982, 1992 y 2002; obteniendo en la última el Konex de Platino como el más importante ilustrador de la década en Argentina. 
En 2001 y 2010 realizó la donación de más de 500 obras, entre grabados y otros trabajos al Museo de Arte Moderno de Buenos Aires (Mamba), y posteriormente a la Biblioteca Nacional de Francia, legó otras 500 piezas, donde se encontraban estampas, porfolios y libros ilustrados.
En noviembre de 2011 se inauguró un mural permanente en la estación Independencia de la Línea E de subterráneos (metro) de la Ciudad Autónoma de Buenos Aires.
El gobierno francés le otorgó el reconocimiento de Caballero de la Orden de las Artes y las Letras.
Falleció en Buenos Aires el 26 de febrero de 2022, a los ochenta y ocho años, debido a complicaciones cardíacas tras una operación de cadera
.

## Características de sus obras
En los inicios de su carrera ha sido influenciado por artistas como Georg Grosz u Otto Dix, practicando así una figuración expresionista, que él llamó «libre figuración» en donde prevalece la ironía. Poco a poco, su figuración ha evolucionado hacia el absurdo construyendo una especie de teatro en cuya escena está el ser humano en movimiento buscando su lugar en el mundo. La caricatura y el humor suplantan a la angustia existencial. Intenta de este modo orquestar a su modo los giros y las locuras de una comedia humana, irónica, falsamente naïve e inquietante.
Algunas de las primeras pinturas de Antonio Seguí se pueden adscribir al informalismo e incluso al surrealismo; en todo caso, como su compatriota Antonio Berni, Seguí suele expresar en sus obras una perspectiva crítica de la sociedad, aunque en Seguí tal perspectiva toma visos más satíricos y humorísticos, en muchos momentos sus pinturas recuerdan a la historietas en las que participan personajes grotescos supervivientes dentro de un encuadre urbano, entre 1964-1967 aprovecha la colorida y "alegre" estética del arte pop para "caricaturizar" al cómic estadounidense, en esa época coincide en cierto grado con el neofigurativismo que también engloba a Rómulo Macció y a Carlos Alonso. En los años de 1970, especialmente desde 1974, utilizó la carbonilla y su paleta se volvió sombría, con un dejo luctuoso y lleno de nostalgia. En la década de 1990, si bien logra superar en gran medida lo luctuoso, evolucionó aún más hacia una suerte de expresionismo que recuerda al de la Nueva Objetividad, sin embargo Seguí fue versátil y entre sus trabajos se encuentran logrados cuadros hiperrealistas como Elefante con fondo claro, en esa década realiza el ciclo escultórico Familia Urbana en su natal ciudad de Córdoba.
Su obra se encuentra en diversos museos y galerías de arte del mundo, donde se destacan el Museo Nacional de Bellas Artes de su país natal, el Museo de Arte Moderno de París, el MoMA de Nueva York y el Centro Pompidou en París.

## Obras principales
- Retratos de familia (1963)
- Ícaro (1965) (Colección Berninger, Zúrich).
- Sacando la lengua (1965)
- Zorro (1965)
- Á vous de Faire l´Historie II (1967)
- París interrumpido
- La Memoria (1968)
- Elefante con fondo claro (1972)
- Superman (1967)
- La distancia y la mirada (1976-1977) (Museo Nacional de Bellas Artes (Argentina), sede Buenos Aires).
- El triste (1980)
- Baño Turco(1982)
- No sé qué pasa (1986)
- Saga Familia Urbana (1990) ciudad de Córdoba, Argentina;
- Cartas a Milena (en alusión a la correspondencia de Kafka) (1997)
- Volver temprano (1998)
- Historias de París (2007), ilustraciones para cuatro relatos de Mario Benedetti, Barcelona
- Don Hipólito navegante (2012), ilustraciones para un relato de Alejandro García Schnetzer

## Premios y distinciones
Durante su carrera, Antonio Seguí ha recibido diversos premios y reconocimientos:
- Gran Premio otorgado por el "National Museum of Western Art" en la V Bienal Internacional de Tokio (1966).
- Primer Premio Internacional de Darmstad (1967).
- Gran Premio otorgado en la Bienal de Carcovia, Polonia (1967).
- Gran Premio otorgado en la Bienal de San Juan, Puerto Rico (1968).
- Gran Premio otorgado en el Salón de Montrouge, Francia (1977).
- Premio Konex Pintura Expresionista (1982).
- Miembro de la Academia Nacional de Bellas Artes (1988).[10]
- Premio Instituto Torcuato Di Tella (1989).
- Gran Premio Fondo Nacional de las Artes (1990).
- Medalla de Oro XI Trienal Gráfica Internacional de Noruega (1995).
- Premio Konex Pintura: Quinquenio 1987-1991 (1992).
- Premio Konex de Platino: Gráfica (2002).
- Miembro Correspondiente de la Academia Europea de Artes, Ciencias y Letras de Francia.
- Miembro Asociado a la Academia Real de Pintura y Grabado de la Academia Real de Ciencias, Letras y Bellas Artes de Bélgica.
- Premio Jerónimo Luis de Cabrera de Córdoba